# 溝腹綱
溝腹綱（こうふくこう、Solenogastres）とは、軟体動物に属する分類群の一つ。細長い虫状で、貝殻を持たず、腹面に溝があるのを特徴とする。この綱の名は、サンゴノヒモ類とケハダウミヒモ類をまとめた群としても使われたが、現在では前者のみをこの名で呼ぶことが多い。両者をまとめたものについては無板綱を参照されたい。

## 概説
溝腹綱(Solenogastres あるいはNeomeniina, Ventroplicidaとも)は、特殊な軟体動物である。体は細長く、殻がない点で既に軟体動物らしくない。また頭部もはっきりせず、明確な運動器官がなく、目だった構造が外から見えない。
内部構造などの点では多板綱にやや近く、いずれにしても軟体動物の中では原始的なものと考えられている。生態面では余りよく分かっていない。同様の軟体動物にケハダウミヒモ類を含む尾腔綱(Caudofoveata)があり、かつては両者を一つの綱にまとめ、無板綱と呼んだ。両方を併せた群もかつては同名で呼ばれた。

## 外部形態
前述のように全体に細長いが、やや太く短い体型のものから、ミミズのように細長いものまでがある。一般には 1mm - 数cm の小型の動物だが、日本に産するカセミミズ Epimenia verrucosa は 30cm にもなる。これは世界最大で、かつ飛び抜けて大きい例となっている。
先端から後端まで目だった区別はない。左右相称だが、腹面は特に平らになっていないので、胴体の断面はおおむね円形である。見かけ上は付属肢や感覚器などは見られない。体は多少伸び縮みする。背面は丈夫な外套膜に覆われ、種によってはクチクラが鱗状などの様子を見せる。体壁には多数の骨片を含む。
腹面にはこの類の名称の由来でもある溝がほぼ全長にわたっており、これを足溝(pedal groove)という。足溝の最先端は足前腔(prepedal pit 又はprepedal cavity)あるいは足孔と言い、種によっては吸盤状となっていたりと多少とも異なっている。体の先端の腹面、足前腔の前に口が開く。口のさらに前には小さな腔所があり、前庭(口前腔とも　atrium)と言われる。この内側には細かい突起があり、感覚器と考えられる。口は前庭の中に開く例もある。
体の後端にはやはり窪みがあり、これは外套腔とされる。肛門はこの中に開く。軟体動物では外套腔に鰓があるのが通例だが、この類では原則的には鰓はなく、一部の種で二次的に発達した鰓状の突起があるのみである。

## 内部形態

### 消化系
先述のように口と肛門はそれぞれ体の先端と後端にある。消化管はこの間をほぼ直線的に結ぶ。大きくは前腸(foregut)、中腸(midgut)、後腸(hindgut)に分かれる。
前腸は外胚葉由来で、前腸腺という分泌腺が開き、これは消化に関係するとされる。また、咽頭の内側の下側には歯舌がある。この部分は口の外に突き出して吻となることができる。その際、歯舌も突き出し、餌を食いちぎるなどに使われる。
中腸は消化管の大部分を占める。その先端部は前腸の背中側に突き出して背前盲管(dorsal anterior caecum)となることがある。また中腸の全体にわたって両側に小さな突出部が対をなして生じており、これを側盲管(lateral diverticula)という。これは、扁形動物の消化管の構造と対比されることがある。中腸の内壁は細かい絨毛が一面にある。
後腸は短い管状で、内部に縦膝があり、消化吸収の作用はないと考えられているが、内胚葉起源であり、直腸ではない。

### 神経系
一番大きい中枢は脳神経節で、左右対になったものが左右で融合して前腸の背面にある。ここから主要な神経索としては体の側面を後ろに伸びる側神経索(lateral nerve cord)とより内側をやはり後ろに伸びる足神経索(pedal nerve cord)の二対があり、これらは途中で左右に結び付いて大まかにハシゴ型をなす。

### 循環系
心臓は背面後方にある心嚢(pericardium)の内壁腹面側の窪みとして発達し、左右一対らしき様子を見せるものの心室一、心房一からなる。心臓から出た血液は、背部血腔(dorsal sinus)、頭部血腔(cephalic sinus)、足部血腔(pedal sinus)、尾部血腔(pedal sinus)の順番で流れる。それ以外の部分では血液は組織の間を流れる。

### 排出系
心嚢には心嚢管(pericardioduct)があり、心嚢が体腔に当たるとの判断からこの管が腎管に相当するとの判断もあるが、実際にこれが排出の働きをなすとの確証はない。その意味では排出器官はどのようなものかははっきり分かっていない。実際の排出の働きについては若干の観察があり、白血球や中腸壁の絨毛細胞が一定の働きをすることが知られている。

### 生殖系
雌雄同体である。生殖腺は背中側中央に細長くなったものが一対ある。これは元来は心嚢から分化したものと考えられ、その内側壁が卵巣、外側壁が精巣となっている。生殖細胞は一旦は心嚢に入り、そこから左右前方へ伸び、それから後ろへ伸びる心嚢管を通って後端へ出る。その途中には自分の精子を蓄える貯精嚢や相手の精子の入る受精嚢をもつ。また、その出口には陰茎と陰茎針をもつ例もある。

## 生殖と発生
雌雄同体で、交尾が行われ、体内受精であるが、実際の交尾行動についてはよく分かっていない。卵巣の中の卵数は少なく、多いものでも20個ほどしかない。
発生については多くのものでは知られていない。卵は丈夫な卵殻があって、トロコフォアまでをその中で過ごす。カセミミズでは卵割の様子が知られており、それによると全割で不等割、はっきりした螺旋卵割である。また第一分裂で生じる割球が不同大である。
トロコフォアからは、中央の繊毛帯より後方が胴体になるようにして成体の形が形成される。体が細長くなるにつれて遊泳をやめてプランクトンから底生生活に移る。その際、背面に殻の元になるような骨片の列が7つ生じるとの観察がホソウミヒモであり、多板類との関連を示すものとして注目されたが、他のものでは知られておらず、疑問視されている。

## 生態
すべて海産動物で、海底で生活する。サンゴやヤギ、ウミトサカなどの刺胞動物の群体にくっついて見つかる例も多い。間隙性の種も知られており、今後も多くが追加される可能性がある。深海から浅海まで広く知られる。しかし、そう頻繁に見られるものではない。
食性は、知られている限りは刺胞動物を食べる。海綿を食べるらしいものも一種知られている。恐らく吻をのばして餌動物の破片を吸い取るのであろうといわれる。先述のように、サンゴやヤギなどに巻き付いて観察されるものもあり、それらはそのサンゴ類を食べているものと思われる。
運動は緩慢。体は多少伸縮するほか、腹側に大きく曲げられる。サンゴの枝などに巻き付いているのも見られる。運動においては、全身をくねらせるほか、足溝から粘液を出し、これによる糸の上を足溝にある繊毛を使って這うように進む。また足前腔が吸盤のように役立つ例もある。

## 歴史
この類で最初に記録されたのはサンゴノヒモであり、1844年であった。溝腹類の名は1878年にGegenbauerによって初めて使用された。彼はこれを蠕虫類に置いたが、1880年にHurbrechtはサンゴノホソヒモを報告し、それが溝腹類であること、また溝腹類と多板類を双神経類にまとめることを主張した。それ以降、この類は軟体動物の一つに認められるようになった。1970年ころ以降は、さらに尾腔類と区別されることが多くなった。

## 系統
これまでも何度か触れたように、軟体動物では多板類との共通性が多く見られる。まとめて原始的な軟体動物であることは間違いないであろう。足溝は腹足に由来すると思われる。

## 分類
世界から約60属、200種が知られ、日本からは10種ほどが知られている。
古くはすべてを一つの目に置き、3科程度に分けることが行われた。以下は古い体系の例である。
Class Solenogastres Gegenbauer, 1878 溝腹綱
- Lepidomeniidae Purvot, 1902 ウロコノヒモ科
  - Dondersia Hubrecht, 1888
  - Gymnomenia Odhner, 1921 ハダカウミヒモ属
  - Heathia Thiele, 1913
  - Lepidomenia Kowalevsky, 1883 ウロコノヒモ属
  - Nematomenia Simroth, 1893 ホソウミヒモ属
  - Nierstrasza Heath, 1918
  - Notomenia Thiele, 1897
  - Phyllomenia Thiele, 1913 コノハウミヒモ属
- Neomeniidae Ihrening, 1876 サンゴノヒモ科
  - Alexandromenia Heath, 1911
  - Archaeomenia Thiele, 1906
  - Cyclomenia Heath, 1911
  - Drepanomenia Heath, 1906
  - Eleutheromenia Salvini-Plawen, 1967
  - Genitoconia  Salvini-Plawen, 1967
  - Halomenia Heath, 1911 フジツボウミヒモ属
  - ?Heathimenia Salvini-Plawen, 1967
  - Hemimenia Nierstrasz, 1902
  - Kruppomenia Nierstrasz, 1903
  - Macellomenia Simroth, 1893
  - Neomenia Tullberg, 1875 サンゴノヒモ属
  - Pachymenia Heath, 1911
  - Plathymenia Schwabl, 1961
  - Pruvotina Cockerell, 1902
  - Simrothiella Pilsbry, 1898
  - Wirenia Odhner, 1921
- Proneomeniidae Simroth, 1893 サンゴノホソヒモ科
  - Anameria Nierstrasz, 1908 クシノハホソヒモ属
  - Biserramenia  Salvini-Plawen, 1967 スナウミヒモ属
  - Dorymenia Heath, 1911
  - Doriomenia Heath, 1911 ウミシバウミヒモ属
  - Epimenia Nierstransz, 1908 カセミミズ属
  - Forcepimenia Salvini-Plawen, 1969
  - Hypomenia van Lummel, 1930
  - Pararrhopalia Simroth, 1893
  - Proneomenia Hubrecht, 1880 サンゴノホソヒモ属
  - Rhopalomenia Simroth, 1893 カヤウミヒモ属
  - Strophomenia Pruvot, 1899 シタナシホソヒモ属

しかしその後分類体系は手が加えられ、ほぼ以下の４つの目に分けるのが普通であるらしい。
- Aplotegumentaria
  - Order Folidoscepia
  - Order Neomeniamorpha
- Pachytegumentaria
  - Order Sterrofustia
  - Order Cavibelonia カヴィベロニア目

日本からは以下のような9種ほどが知られている。
- Neomeniamorpha
  - Neomeniidae サンゴノフトヒモ科
    - Neomenia yamamotoi Baba, 1975 サンゴノフトヒモ
- Cavibelonia カヴィベロニア目
  - Rhopalomeniidae ロパロメニア科
    - Driomenia pacifica Heath, 1911 ウミシバホソヒモ

  - Strophomeniidae シタナシホソヒモ科
    - Strophomenia ophidiania Heath, 1911 シタナシホソヒモ
    - S. regularis Heath, 1911 ナミホソヒモ
    - Anamenia amabilis Saito et Salvini-Plawen, 2010 ベニツケクシノハホソヒモ
    - A. farcimen (Heath, 1911) クシノハホソヒモ
    - A. spinosa (Heath, 1911) トゲヤギホソヒモ
    - A. triangularis (Heath, 1911) サンカクホソヒモ

  - Epimeniidae カセミミズ科
    - Epimenia verrucosa (Nierstrasz, 1902) カセミミズ
    - E. ohsimai Baba, 1940 オオシマカセミミズ